# Urban Highline Festival

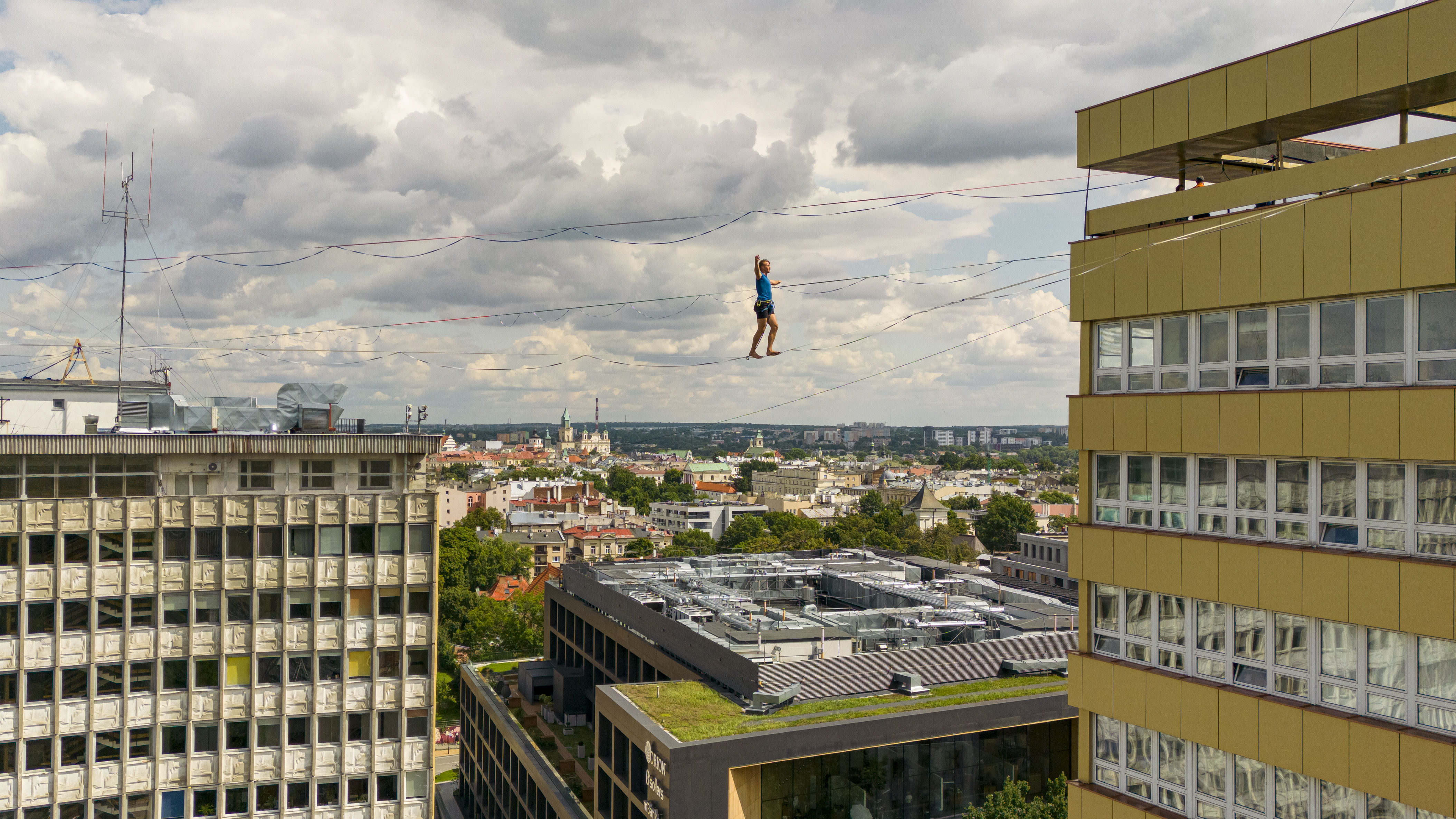
Taśma o długości 55-100 m rozpięta między Urzędem Miasta Lublin a Urzędem Wojewódzkim na wysokości ok. 48 m (2023)

Urban Highline Festival – najstarszy i największy oficjalny zlot slacklinerów i highlinerów w Polsce organizowany od 2009 roku w ostatnim tygodniu lipca w pierwszych latach jako część Carnavalu Sztukmistrzów w Lublinie. Jedyny Highline Festival organizowany w przestrzeni zurbanizowanej – na Starym Mieście w Lublinie. Festiwal gromadzi dorocznie kilkuset uczestników z całego świata.

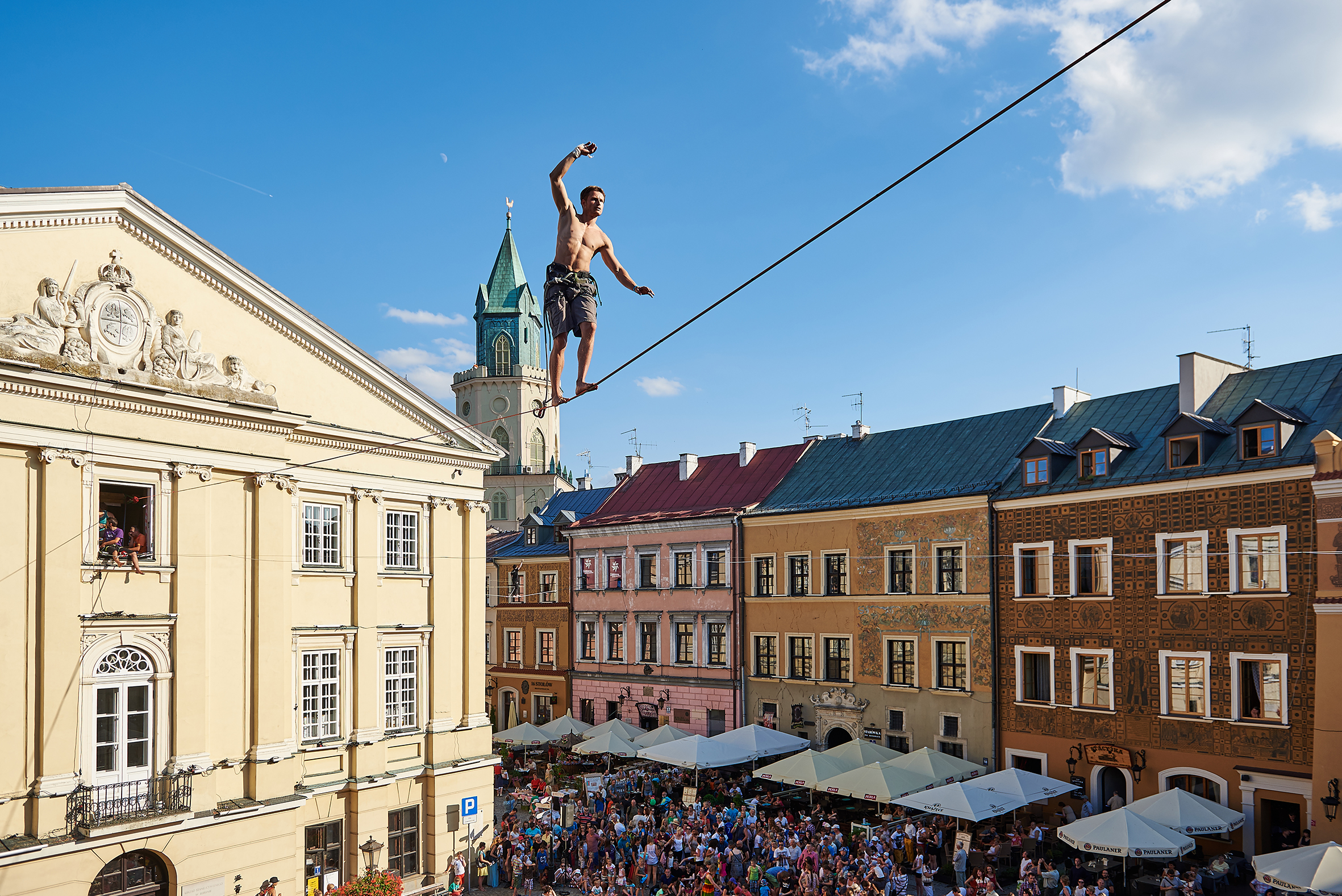
Urban Highline Festival 2015. W tle Trybunał Koronny na Rynku Starego Miasta w Lublinie